# جو ألفيس
جو ألفيس (بالإنجليزية: Joe Alves)‏ هو مصمم الإنتاج ومخرج أمريكي، ولد في 21 مايو 1936 في سان ليندرو في الولايات المتحدة.

## وصلات خارجية
- جو ألفيس على موقع IMDb (الإنجليزية)
- جو ألفيس على موقع ألو سيني (الفرنسية)
- جو ألفيس على موقع أول موفي (الإنجليزية)
- جو ألفيس على موقع قاعدة بيانات الأفلام السويدية (السويدية)
- جو ألفيس على موقع قاعدة بيانات الفيلم (الإنجليزية)
- جو ألفيس على موقع كينوبويسك (الروسية)